# بوكينو (ماكفا)
بوكينو (بالروسية: Бокино) هي مدينة في ماكفا في مقاطعة تامبوف أوبلاست في روسيا.